# Художествена галерия на леринските артисти
Художествена галерия на леринските артисти (на гръцки: Πινακοθήκη Φλωρινιωτών Καλλιτεχνών) е музей в град Лерин (Флорина), Гърция.

## История
Галерията отваря врати през 1985 година в старата леринска железопътна гара, открита на 3 февруари 1892 г. Гарата, разположена на входа на града, е дарена от Гръцката железопътна организация на Леринския център за изкуства, който основава там галерията с цел да събира и подкрепя артистичния продукт на Лерин, насърчавайки местните артисти и интереса на младите хора към изкуството и подкрепяйки научното изучаване на местните артистични традиции.
Колекцията се състои от 99 творби на 32 местни художници: Стерикас Кулис, Костакис Лустас, Йоргос Газеас, Вангелис Тамуцелис, Танасис Константинидис, Димитрис Каламарас, Темис Милосис, Стела Голици, Василис Киркос, Такис Бесас, Лазарос Спиру, Томас Зографос, Люкрас, Йоргос Раковалис, Папастаматис, Ана Цулфиду, Зои Тирпену, Христос Цоцос, Янис Андониадис, Йоргос Корас, Ксантипос Висиос, Илияс Византис, Йовцис, Димитрис Достис, Арис Йоану, Вангелис Барас, Лица Пападимитриу, Леонидас Павлидис, Сампсонидис, Димитрис Линарас и Василис Михаил. Изложбата включва картини, скулптури, рисунки, фоторисунки и холограми.

## Галерия
- Корас, „Гръцки овчар“
- Папастаматис, „Мотоциклет“
- Тамуцелис, „Къща в Нивици“